# Contracción cuantitativa
Contracción cuantitativa —en menor medida endurecimiento cuantitativo— (del inglés quantitative tightening, QT) es una herramienta de política monetaria contractiva aplicada por los bancos centrales para disminuir la cantidad de liquidez o masa monetaria en la economía. Un banco central implementa un ajuste cuantitativo al reducir los activos financieros que tiene en su balance al venderlos en los mercados financieros, lo que reduce los precios de los activos y aumenta las tasas de interés.  QT es lo contrario de flexibilización cuantitativa (o QE), donde el banco central imprime dinero y lo utiliza para comprar activos con el fin de aumentar los precios de los activos y estimular la economía. QT rara vez es utilizado por los bancos centrales, y solo se ha empleado después de períodos prolongados de estímulo tipo Greenspan put, donde la creación de demasiada liquidez del banco central ha llevado a un riesgo de inflación descontrolada (por ejemplo, 2008, 2018 y 2022).

## Fondo

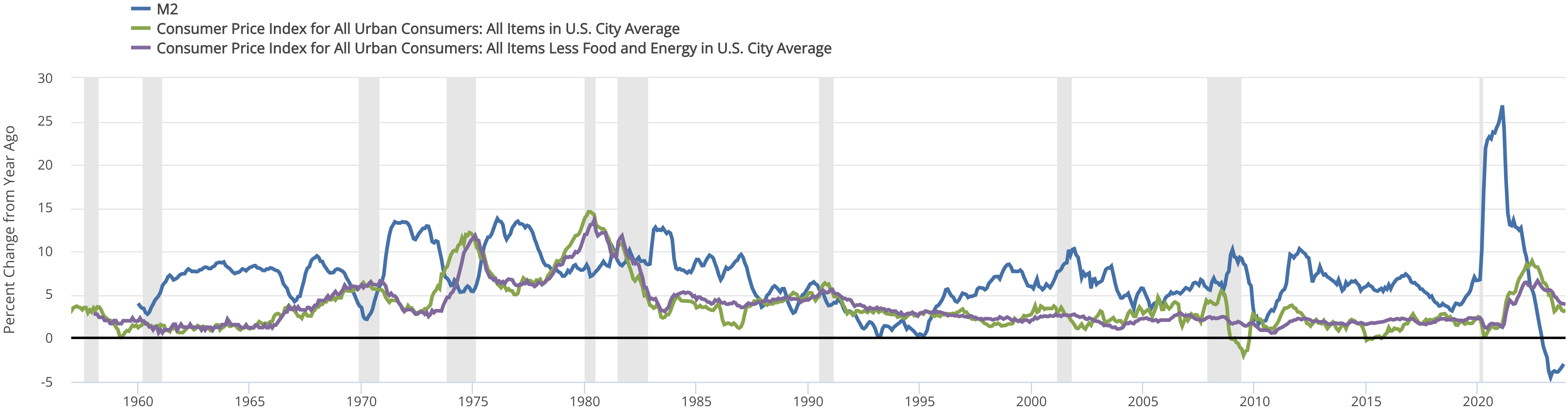
(Cambio porcentual desde un año antes)
M2 money supply
CPI
Core CPI

La flexibilización cuantitativa fue aplicada masivamente por los principales bancos centrales para contrarrestar la Gran Recesión que comenzó en 2008. Las tasas preferenciales se redujeron a cero; algunas tasas más tarde entraron en el territorio negativo. Por ejemplo, para luchar contra la inflación o deflación ultrabaja provocada por la crisis económica, el Banco Central Europeo, que supervisa la política monetaria de los países que utilizan el euro, introdujo tipos negativos en 2014 Los bancos centrales de Japón, Dinamarca, Suecia y Suiza también establecieron tasas negativas.
El objetivo principal de QT es normalizar (es decir, aumentar) las tasas de interés para evitar el aumento de la inflación, aumentando el costo de acceso al dinero y reduciendo la demanda de bienes y servicios en la economía. Al igual que QE nunca antes se había realizado a gran escala, y sus consecuencias aún no se han materializado ni estudiado. En 2018, la Reserva Federal comenzó a retirar parte de la deuda en su hoja de balance, comenzando el ajuste cuantitativo. En 2019, menos de un año después de iniciar QT, los bancos centrales, incluida la Reserva Federal, pusieron fin al ajuste cuantitativo debido a las condiciones negativas del mercado que se produjeron poco después.
En diciembre de 2021, se informó que Jerome Powell, presidente de la Sistema de la Reserva Federal, estaba bajo presión para reducir la flexibilización cuantitativa (QE) y la valor respaldado por hipotecas (MBS) debido a la severa inflación en la lectura del IPC en noviembre de 2021 alcanzando un récord de 6,8% según la Oficina de Estadísticas Laborales, el nivel más alto en 40 años. Bloomberg News llamó a Powell "Jefe de Estado de Wall Street", como un reflejo de cuán dominantes fueron las acciones de Powell en los precios de los activos y cuán rentables fueron sus acciones para Wall Street.

## Efecto en los precios de los activos
Mientras que QE causó el aumento sustancial en los precios de los activos durante la última década, QT puede causar efectos compensatorios en la dirección opuesta. Para mitigar el impacto en el mercado financiero de la pandemia de COVID-19, Powell aceptó la inflación de los precios de los activos como consecuencia de las acciones de política de la Fed. Powell fue criticado por utilizar altos niveles de flexibilización cuantitativa directa e indirecta cuando las valoraciones alcanzaron niveles vistos por última vez en los picos de burbujas anteriores.